# Torta loca

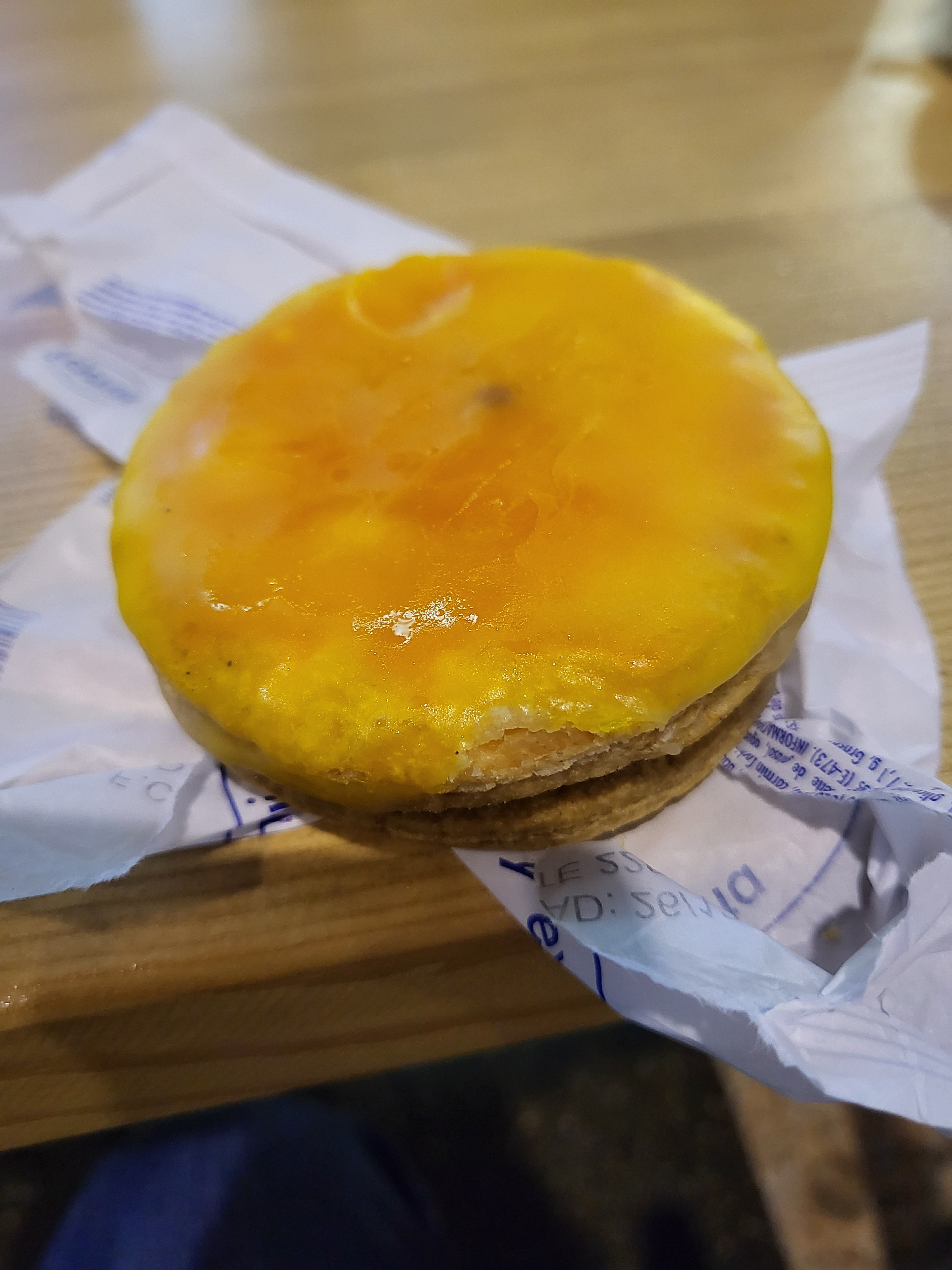
Una torta loca.

La torta loca (conocida también como la loca) es un dulce típico de la provincia de Málaga (España). 
Comenzó a ser elaborada por Eduardo Rubio a finales de los años 50 del siglo pasado en la antigua confitería "La Rosa de Oro". Desde entonces fue elaborada por la mayoría de confiterías de Málaga. En sus orígenes las plantillas de hojaldre  con la que se elaboraban tenía forma circular pero dentada.
Las tortas locas de Málaga se componen de una masa similar a la de una torta o bizcocho, que suele estar aromatizada con anís y otros ingredientes como canela o ralladura de limón. Sus principales ingredientes son: harina, huevos, aceite de girasol y azúcar. La masa se hornea durante 45 minutos hasta obtener una textura esponjosa y dorada. Posteriormente, las tortas se cortan en porciones individuales y se suelen espolvorear con azúcar glas o cubrir con almíbar.
Este pastel recibe este nombre gracias a una canción llamada "A lo loco se vive mejor".